# Ferdinand Martini
Pour les articles homonymes, voir Martini.
Ferdinand Martini (né le 1er septembre 1870 à Munich, mort le 23 décembre 1930 à Berlin) est un acteur allemand.

## Biographie
Martini a son premier engagement à Reichenhall en 1890. Au cours de sa carrière théâtrale, il apparaît sur les scènes de Brême, Prague, Nuremberg, Vienne et Munich… Il connaît le succès dans les pièces de Ludwig Anzengruber et de Ferdinand Raimund.
Après la Première Guerre mondiale, Martini devient un acteur de cinéma muet et apparaît dans de nombreux films en tant que figurant. Il meurt d'un accident vasculaire cérébral lors du tournage de son deuxième et dernier film parlant, Princesse, à vos ordres. Son fils Otto Martini (de) (1902-1979) devient directeur de la photographie. Son fils Ronald Martini (né en 1928) réalise des documentaires, des films de recherche et des films industriels.

## Filmographie
- 1918 : Der Herr mit der Dogge
- 1919 : Wir von Gottes Gnaden
- 1919 : Die Liebes-GmbH
- 1919 : Die Gespensterfalle
- 1919 : Desperados
- 1919 : Das Reklamemädel
- 1920 : George Bully
- 1920 : Papa Haydn
- 1920 : Der Klosterjäger
- 1921 : Der große Chef
- 1921 : Die Nacht der Einbrecher
- 1922 : Le Logis de l'horreur
- 1922 : Schattenkinder des Glücks
- 1922 : Nathan le Sage
- 1922 : Les Morts vivants
- 1923 : Maciste und die chinesische Truhe
- 1923 : Zwischen Flammen und Bestien
- 1923 : Das rollende Schicksal
- 1924 : Zwei Menschen
- 1924 : Hélène de Troie
- 1924 : Der Weg zu Gott
- 1924 : Das blonde Hannele
- 1924 : Gehetzte Menschen
- 1925 : Aus der Jugendzeit klingt ein Lied
- 1925 : Hochstapler wider Willen
- 1925 : In den Sternen steht es geschrieben
- 1925 : Das Parfüm der Mrs. Worrington (de)
- 1925 : Der Schuß im Pavillon (de)
- 1925 : Le Jardin du plaisir
- 1925 : Verborgene Gluten
- 1925 : Dein Begehren ist Sünde
- 1925 : Das Geheimnis einer Stunde (de)
- 1926 : Der siebente Junge
- 1926 : The Mountain Eagle
- 1926 : Der Jäger von Fall
- 1927 : Die Königin des Varietés
- 1928 : Der Fremdenlegionär
- 1928 : Der Weiberkrieg
- 1928 : Corazones sin rumbo
- 1928 : Hinter Klostermauern
- 1929 : Wenn der weiße Flieder wieder blüht
- 1929 : Der Sonderling (de)
- 1929 : Bruder Bernhard
- 1930 : In einer kleinen Konditorei (de)
- 1931 : Kaiserliebchen
- 1931 : Princesse, à vos ordres